# 比斯特里克 (魯任區)
49°44′11″N 29°8′37″E / 49.73639°N 29.14361°E
比斯特里克（烏克蘭語：Бистрик）是位於烏克蘭北部日托米爾州裏別爾季切夫區的村莊，始建於1605年，面積4.45平方公里，海拔高度219米，2001年該城鎮人口1,557。